# Ogongo (Wahlkreis)
Der Wahlkreis Ogongo ist ein Wahlkreis im Nordosten der Region Omusati im zentralen Norden Namibias. Kreisverwaltungssitz ist Ogongo. Im Wahlkreis leben (Stand 2023) 17.650 Menschen auf einer Fläche von 678 Quadratkilometern.

## Wahlen
| Wahl | Name            | Partei | Stimmenanteil |
| ---- | --------------- | ------ | ------------- |
| 1992 |                 |        |               |
| 1998 | Sackaria Kayone | SWAPO  | o. W. 1       |
| 2004 | Sackaria Kayone | SWAPO  | 98,7 %        |
| 2010 | Wilhelm Iiyambo | SWAPO  | 99,1 %        |
| 2015 | Wilhelm Iiyambo | SWAPO  | 98,9 %        |
| 2020 | Daniel Iilende  | SWAPO  | 87,2 %        |